# Atomová hmotnostní konstanta
Atomová hmotnostní konstanta je rovna ¹⁄₁₂  klidové hmotnosti atomu  12
6 C (uhlíku-12, tj. izotopu s 6 protony a 6 neutrony v jádře) v základním stavu a nevázaného chemickými vazbami.
Dalton je hmotnostní jednotka mimo SI schválená pro používání s SI, která je svou velikostí rovna atomové hmotnostní konstantě. Stejné použití i velikost má atomová hmotnostní jednotka.
Relativní atomová hmotnost, respektive relativní molekulová hmotnost, udávají, kolikrát je klidová hmotnost daného atomu či molekuly větší než atomová hmotnostní jednotka.
V roce 2019 byly jednotky SI redefinovány. Tato změna se nedotkla definice atomové hmotnostní konstanty. Její hodnota se však v důsledku nových definic zpřesnila.

## Značení a hodnota
Značka veličiny: mu
Hodnota konstanty vyjádřená v jednotkách SI:
mu = 1,660 539 068 92(52)×10−27 kg = (1,660 539 068 92 ± 0,000 000 000 52)×10−27 kg (doporučená hodnota CODATA 2022, nejistota je uvedena jako odhad směrodatné odchylky, tedy 1σ).
Oproti stavu před redefinicí jednotek SI se její přesnost zlepšila o řád díky fixaci hodnoty Avogadrovy konstanty a Planckovy konstanty. Hodnota konstanty je upřesňována na základě nových měření a korelací s měřením jiných konstant (tzv. adjustace) a publikována přibližně jednou za 4 roky.

## Dalton
Dalton, značka Da, je hmotnostní jednotka mimo SI schválená pro používání s SI, která je svou velikostí rovna atomové hmotnostní konstantě. Používá se v chemii, fyzice, technice a biochemii, zejména pro udávání hmotnosti jednotlivých atomů, molekul, iontů a podobně. Stejné použití má (unifikovaná) atomová hmotnostní jednotka, značka u. Jednotka dalton je běžně používána s předponami pro dekadické násobky a díly, na rozdíl od atomové hmotnostní jednotky. Nazvána je podle Johna Daltona.
Někdy je pro Dalton chybně používána značka D, což je však podle norem značka pro dioptrii, jednotku optické mohutnosti. 
Používání jednotky Da souběžně s u bylo schváleno v roce 2004 organizacemi IUPAP a IUPAC. Uvádí ho též BIPM v příručce SI (oddíl 4.1), tabulce 7, a to na prvním místě, před „unified atomic mass unit“, stejně zní i společná norma ISO a IEC, řada ISO/IEC 80000, Quantities and units, i česká verze evropské normy EN ISO 80000-10:2019, tedy ČSN EN ISO 80000-10 (01 1300).
1 Da = 1 u
Atomovou hmotnostní konstantu lze tedy jednoduše stanovit v jednotkách u, resp. Da:
mu = 1 u = 1 Da
Z toho je zřejmý převodní vztah k jednotce kilogram:
1 u = 1 Da = 1,660 539 068 92(52)×10−27 kg
Převodní vztah k jednotce eV/c²:
1 u = 1 Da = 931,494 103 72(29)×106 eV/c²

### Historická poznámka
Před rokem 1961, kdy došlo k dohodě mezi organizacemi IUPAC a IUPAP a byla odsouhlasena shora uvedená definice atomové hmotnostní konstanty a z ní vycházející unifikované atomové hmotnostní jednotky, používali chemikové a fyzikové poněkud odlišné definice atomových hmotnostních konstant, resp. jednotek. Jejich hodnoty se proto lišily. Obě sice za základ užívaly atomy kyslíku, ale fyzikové konstantu vztahovali k izotopu kyslíku-16 ( 16
8 O), zatímco chemikové vycházeli z přírodní směsi nuklidů kyslíku. Příslušné atomové hmotnostní jednotky se označovaly značkou amu (z anglického atomic mass unit). Vztah k současné unifikované atomové hmotnostní jednotce, resp. daltonu je
1 u = 1 Da = 1,000 317 1 amu(fyz) = 1,000 042 amu(chem).
Používání jednotek amu se od r. 1961 nedoporučuje. V normách vydaných v 21. století se již neuvádí ani jako souběžně používaná zastaralá jednotka. Vzhledem k uvedené změně definice této konstanty i příslušné jednotky se pro upřesnění k jejímu dnešnímu názvu dodává slovo unifikovaná, je však přípustné ho vynechávat, neboť vzhledem k dlouhé době, kdy se jednotky amu nepoužívají, již nehrozí záměna.